# Caso de los mellizos Reggiardo Tolosa
Se conoce así al caso de apropiación de los mellizos Matías y Gonzalo Reggiardo Tolosa, hijos de desaparecidos, a manos del represor Samuel Miara (Buenos Aires, 1944), en el marco del tráfico de bebés del terrorismo de Estado durante la dictadura cívico-militar argentina (1976-1983).

## El caso
Los mellizos nacieron el 16 de mayo de 1977 en el hospital de la cárcel platense de Olmos. Sus padres, Juan Enrique Reggiardo (1952)  y María Rosa Tolosa (La Plata, 31/12/1952), eran militantes montoneros y dos de los numerosos detenidos en el centro clandestino conocido como La Cacha, en Olmos, de quienes nadie volvió a saber.El parto habría sido atendido por el médico Néstor Siri (La Plata, 1943-).
Fueron apropiados por el ex subcomisario Miara en 1977. Años después, Miara diría que los mellizos le fueron entregados por el comisario José Fioravanti, uno de sus jefes en la Dirección General de Inteligencia de la Policía Federal. El hecho es que Miara no solo se apropió de los recién nacidos, sino que les inventó una nueva identidad: con certificados falsos los anotó como hijos legítimos de él y su esposa, Beatriz Castillo, en un registro civil porteño.
Con el fin del Proceso de Reorganización Nacional, el matrimonio Miara se instaló en el Paraguay con los mellizos. En 1989, Abelardo Rosetti, cuya esposa desapareció estando embarazada, dijo que los chicos eran sus hijos. Los análisis genéticos mostraron que los mellizos no eran Rosetti, sino Reggiardo Tolosa. Un año después, Paraguay extraditó a los Miara. El exsubcomisario admitió por primera vez que no eran sus hijos: con 12 años de edad, recién ahí Matías y Gonzalo se enteraron de la verdad.
A fines de 1993, el juez Jorge Ballestero ordenó restituir los mellizos a su familia biológica (que vivía en La Plata), lo que dio pie a la exposición pública del caso, con la resistencia de Matías y Gonzalo a abandonar a los Miara, situación por demás dolorosa y traumática para los niños.
Los Miara tenía una profunda amistad con Luis y Teresa Falco, apropiadores de Juan Cabandié (otro bebé secuestrado). Tal era la amistad entre ambas parejas de secuestradores que obligaban a sus hijos a llamar «tíos» a sus pares.